# Hugo V (książę Burgundii)
Hugo V (ur. w 1294 r., zm. w 1315 r.) – książę Burgundii od 1306 r. z dynastii burgundzkiej.

## Życiorys
Hugo był drugim synem księcia burgundzkiego Roberta II i Agnieszki, córki króla Francji Ludwika IX Świętego. Jego starszy brat Jan zmarł w 1297 r. Dlatego w 1305 r., po śmierci Roberta II, to małoletni wówczas Hugo odziedziczył księstwo burgundzkie (nadanie otrzymał w marcu 1306 r.). Rządy w imieniu chorowitego księcia sprawowała matka. Nie ożenił się, jego następcą został młodszy brat Odo IV.